# اللغة المرلية
اللغة المرلية لغة نيلية صحراوية محكية في جنوب السودان إلى حدود إثيوبيا. يتكلم بها ما لا يقل عن ستين ألف جنوب سوداني ومئتي إثيوبي.